# نقشه همدلی
نقشه همدلی(به انگلیسی: Empathy Map) یک ابزار تجسم پر کاربرد در زمینه های تمرین طراحی رابط کاربری(UX) و تعامل انسان و کامپیوتر(HCI) می باشد. هدف اصلی نقشه همدلی در زمینه طراحی همدلانه، ایجاد پل ارتباطی با کاربر نهایی است.از کاربرد های نقشه همدلی میتوان به ایجاد درک مشترک از نیاز های کاربر و همچنین ارائه زمینه ای برای یک راه حل کاربر محور اشاره کرد.

## ساختار
نقشه همدلی سنتی دارای چهار دسته می باشد: گفته ها، افکار، اعمال و احساسات. در مرکز نقشه یک کاربر یا پرسونا نمایش داده میشود تا به کارشناسان و ذینفعان یادآوری کند که این نقشه همدلی درمورد چه نوع فردی متمرکز است. هر دسته از نقشه های همدلی، تصویری از افکار و احساسات کاربر بدون ترتیب زمانی می باشد.
- دسته گفته ها شامل آنچه کاربر با صدای بلند در حین تحقیق یا آزمایش میگوید، می باشد. در حالت ایده آل، گفته ها تا حد امکان نزدیک به کلمات اصلی کاربر نوشته می شوند.
- دسته افکار شامل آنچه کاربر در حال فکر کرد به آن ها است، می باشد. محتوی این دسته ممکن است است با محتوی دسته گفته ها همپوشانی داشته باشد، با این حال دسته افکار وجود دارد تا افکاری را که کاربر ممکن است مایل به اشتراک گزاری آن ها به دلیل عوامل اجتماعی مانند خودآگاهی یا ادب نباشد را به تصویر بکشد.
- دسته اعمال شامل کنش ها و رفتار های کاربر می باشد. این دسته شامل کار ها و اقداماتی است که کاربر یا کاربران به طور فیزیکی انجام میدهند.
- دسته احساسات شامل حالات عاطفی کاربر در زمینه تجربه او می باشد. این دسته معمولاً حاوی اطلاعات و یا عباراتی درباره احساسات کاربر در مورد تجربه ای که مورد تحقیق است می باشد.

با این حال، نقشه همدلی با گذشت زمان به روز رسانی شده است تا زمینه و ساختار اطلاعات بیشتری را در صنعت ارائه کند.
نقشه های همدلی میتوانند دارای اشکال متفاوت باشند، اما در عناصر اصلی(گفته ها، افکار، اعمال و احساسات) مشترک می باشند. به غیر از این چهار عنصر اصلی که در بالا ذکر شد، نقشه همدلی می تواند دسته بندی های دیگری را نیز شامل شود. در اینجا دو دسته دیگر که معمولاً استفاده میشوند یعنی مشاهدات و شنیده ها به اختصار توضیح داده شده است:

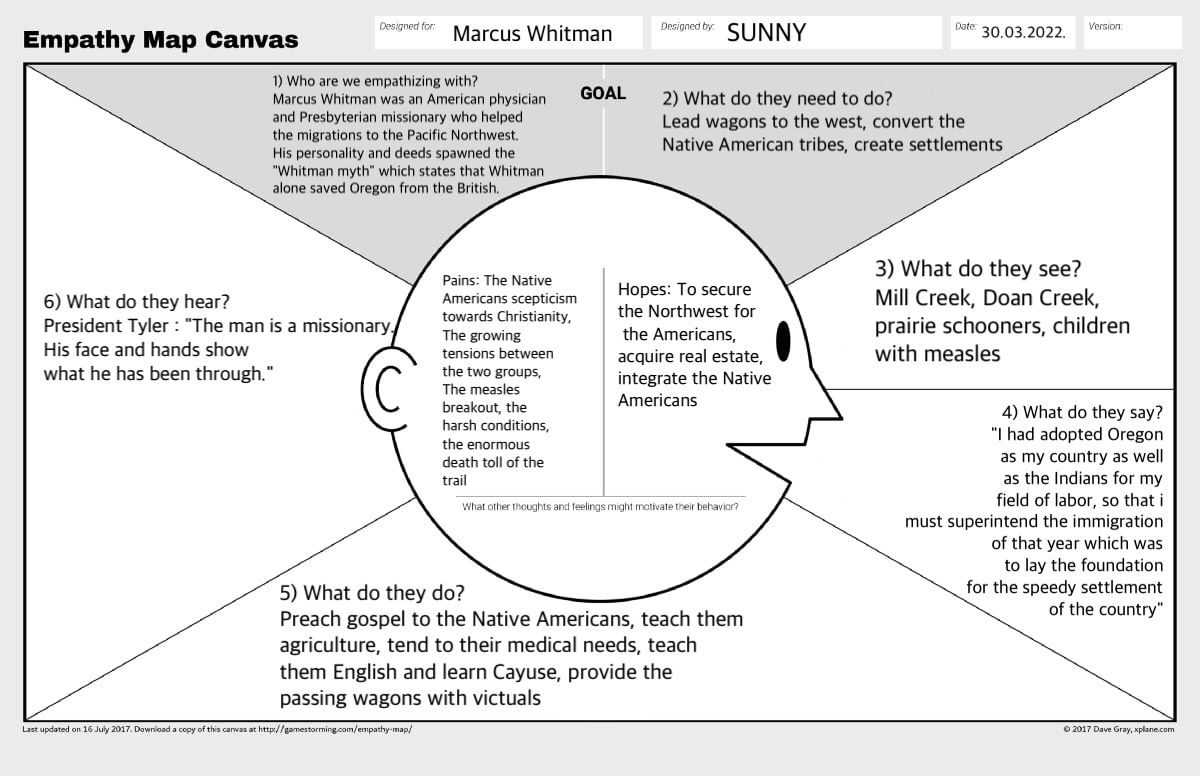
نمونه ای از یک نقشه همدلی

- دسته مشاهدات حاوی اطلاعاتی است که کاربران از طریق چشم مشاهده کرده اند. این دسته می تواند شامل این موارد باشد: 
  1. چیزی که کاربران در بازار یا محیط اطراف می بینند
  2. محتوایی که کاربران تماشا میکنند یا می خوانند
  3. گفته ها و کار های دیگران

- دسته شنیده ها شامل چیز هایی است که کاربر می شنود و چگونگی تاثیر آن ها بر کاربر می باشد. این شنیده ها می توانند از ارتباطات شخصی و همچنین منابع دیگری مانند رسانه ها به دست آمده باشند. تیم ها باید به جای مستندسازی جریان های سطحی اطلاعات روی جزئیاتی تمرکز کند که بر کاربر تأثیر می گذارد.

## نقشه همدلی در مقایسه با پرسونا
به راحتی می توان استفاده از نقشه همدلی و پرسونا(به انگلیسی: Persona) را با هم اشتباه گرفت. پرسونا ها، شخصیت‌هایی خیالی هستند که برای نشان‌دادن انواع کاربران مختلفی که از یک وب‌سایت یا محصول استفاده می‌کنند، تعریف می‌شوند. نقشه همدلی و پرسونا هر دو ابزارهای مهم و متداول مورد استفاده در فرآیند تحقیق هستند. تفاوت های اصلی نقشه همدلی و پرسونا :
- نقشه همدلی در مراحل اولیه تحقیق مورد استفاده قرار میگیرد و میتوان از آن برای ورود به مغز و قلب کاربر استفاده کرد. نقشه همدلی به تصور کردن وضعیت کاربر و همچنین، در نظر گرفتن اینکه چه تحقیقاتی ممکن است در آینده مورد نیاز باشد کمک می کند.
- پرسونا مشخص تر و رسمی تر است. به منظور ایجاد یک پرسونا خوب برای رسیدگی به نیازها و مشکلات، تیم نیاز به انجام تحقیقات عمیق دارد. پرسونا در مراحل بعدی تحقیق بیشتر مورد استفاده قرار می‌گیرند.